# 千葉貨運站

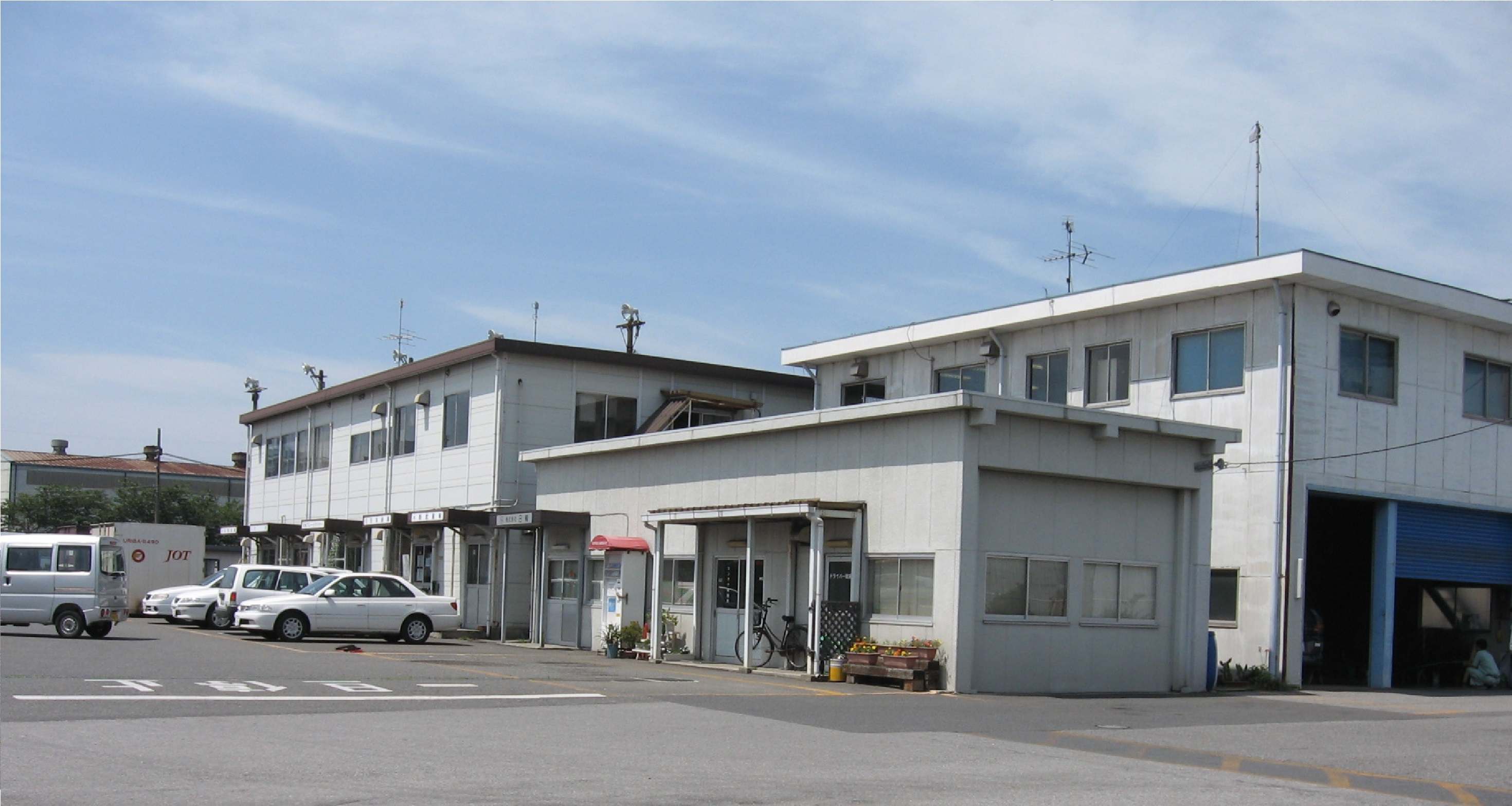
千叶货運站站房

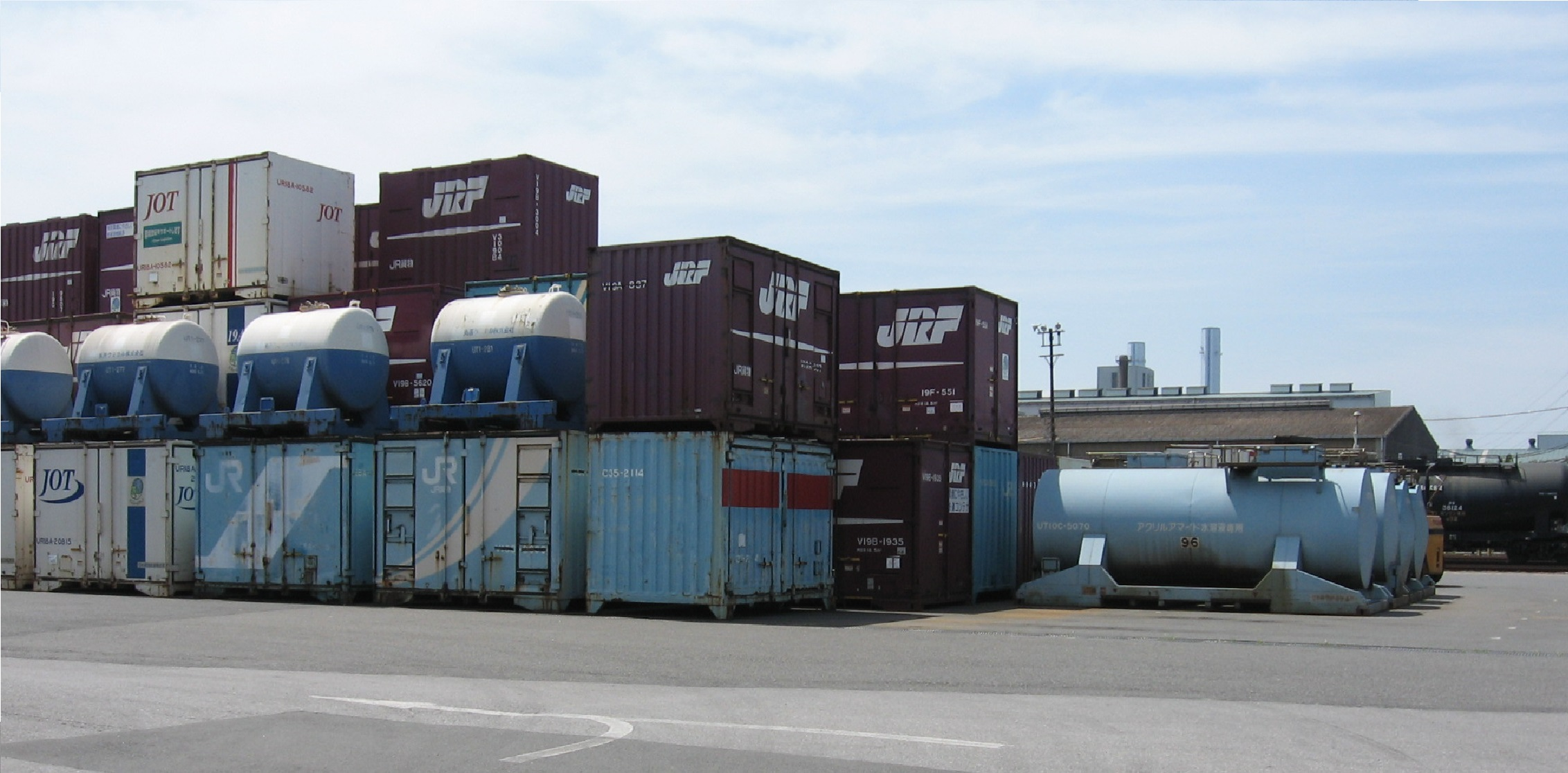
千叶货運站站台

千叶货運站（日语：／ Chiba-kamotsu eki */?）是位于日本千叶县千叶市中央区滨野町1216号的京叶临海铁道临海本线货运站。

## 历史
- 1963年（昭和38年）9月16日 - 村田站（日语：／ Murata-eki */?）开业。
- 1992年（平成4年）3月 - 引入车辆缓行器。[1]
- 1994年（平成6年）12月1日 - 开始接收集装箱货物。[2]。
- 1996年（平成8年）3月16日 - 随着千叶货物总站（日语：千葉貨物ターミナル駅）停运，该站业务由本站接管。本站集装箱业务用站台随之扩大。[3]。
- 1997年（平成9年）3月22日 - 更名为千叶货運站[4]。
- 2012年（平成24年）4月8日 - 为庆祝京叶临海铁道成立50周年，该站向公众开放。[5]

## 车站构造
本站为地面车站，设有1面2线的集装箱站台，并设置了货车及机车的检修区。本站作为京叶临海铁道的主要车站，前往千叶线或本站以南的临海本线各站之列车需在此编组或解编，因而站内空间较宽。本站现在仍在使用日本国内货運站的编组场多曾经设置的车辆减速器，进行货车的溜放作业。本站为当前日本仅有的仍在使用车辆减速器的车站。
本站与苏我站间曾有通向川崎制铁千叶制铁所（现JFE钢铁东日本制铁所）的专用线，以运送石灰石等货物。

## 可处理货物类型
- 集装箱货物
  - 12ft集装箱及20ft集装箱
- 整车货物[8]

## 车站周边
- JFE钢铁东日本制铁所
- 内房线滨野站 - 该站开放日信息中注明的最近车站。

## 相邻车站
京叶临海铁道
■临海本线
蘇我站 - 千叶货運站 - （市原分岐点） - 滨五井站
■临海本线（支线）
千叶货運站 - （市原分岐点） - 京叶市原站

## 关联项目
- 京叶临海铁道